# Лёссовидные суглинки
Лёссовидные суглинки — горные породы, близкие к лёссам, отличаются от них меньшим содержанием крупнепылеватой фракции и большими колебаниями содержания других фракций, меньшей пористостью и просадочностью, окраска от желтовато-бурой до красновато-бурой. Обычно содержат карбонаты. Бескарбонатные лёссовидные суглинки часто называют покровными суглинками.

## Описание
Среди карбонатов лёсса и лёссовидных суглинков различают следующие формы: псевдомицелий, сединки (карбонатная плесень), различные конкреции (белоглазка, журавчики, дутики, куклы).
Физические и химические свойства этих пород благоприятно сказываются на плодородии почв. Так, высокое содержание кальция и магния лёссов и лёссовидных суглинков способствует закреплению гумуса (кальций и магний здесь выступают в качестве фиксаторов гумуса) и созданию агрономически ценной структуры.